# Musafir
Musafir (en hindi: मुसाफ़िर, en urdu: مسافر‎) es una banda de músico rock de la India, se formó en la ciudad de Delhi. El nombre de la banda significa Vieajero en hindi.  Actualmente Musafir, está integrada por Ashutosh Jain, Rakesh Mandal y Kundan Messey. Desde que se dieron a conocer oficialmente como grupo musical, no solo se hicieron famosos en su país India, también en el extranjero, principalmente en los países de Asia del sur donde han sido reconocidos con varias premiaciones y nominaciones.
Musafir ha realizado unas 200 giras de conciertos en vivo, esto dentro y fuera de su país, donde han sido denominados como uno de las agrupaciones del género rock más importantes de la India como también de Asia, lo cual esto se debe por sus grandes habilidades de actuar en los escenarios y de demostrar el talento artístico frente al público. 
Las letras de sus canciones hablan sobre el amor y los sentimientos, como también algunas cuestiones sociales que está dirigida principalmente a la juventud. Si bien la banda, ha mantenido su único equilibrio entre la innovación, venta y originalidad de los propios pensamientos de sus integrantes.